# Playoffs NBA 2009
Navigation
Playoffs 2008 Playoffs 2010
Les playoffs NBA 2009 sont les séries éliminatoires (en anglais, playoffs) de la saison NBA 2008-2009. Ils ont commencé le 18 avril 2009, et se sont terminés le 14 juin avec les finales NBA.
Les Lakers de Los Angeles sont champions NBA en 2009, ils battent le Magic d'Orlando en finale.

## Règlement
Au premier tour, l'équipe classée numéro 1 affronte l'équipe classée numéro 8, la numéro 2 la 7, la 3 la 6 et la 4 la 5. En demi-finale de conférence, l'équipe vainqueur de la série entre la numéro 1 et la numéro 8 rencontre l'équipe vainqueur de la série entre la numéro 4 et la numéro 5, et l'équipe vainqueur de la série entre la numéro 2 et la numéro 7 rencontre l'équipe vainqueur de la série entre la numéro 3 et la numéro 6. Les vainqueurs des demi-finales de conférence s'affrontent en finale de conférence. Les deux équipes ayant remporté la finale de leur conférence respective (Est ou Ouest) sont nommées championnes de conférence et se rencontrent ensuite pour une série déterminant le champion NBA.
Une équipe doit gagner quatre matchs pour remporter une série de playoffs, avec un maximum de sept matchs par série.

## Classements de la saison régulière
| Champion de division | Qualifié pour les playoffs | Non qualifié pour les playoffs |

Les champions de division sont automatiquement qualifiés pour les playoffs.
| Conférence Est | Conférence Est         | Conférence Est | Conférence Est | Conférence Est |
| No             | Franchise              | Vic.           | Déf.           | PCT            |
| -------------- | ---------------------- | -------------- | -------------- | -------------- |
| 1              | Cavaliers de Cleveland | 66             | 16             | .805           |
| 2              | Celtics de Boston      | 62             | 20             | .756           |
| 3              | Magic d'Orlando        | 59             | 23             | .720           |
| 4              | Hawks d'Atlanta        | 47             | 35             | .573           |
| 5              | Heat de Miami          | 43             | 39             | .524           |
| 6              | 76ers de Philadelphie  | 41             | 41             | .500           |
| 7              | Bulls de Chicago       | 41             | 41             | .500           |
| 8              | Pistons de Détroit     | 39             | 43             | .476           |
|                |                        |                |                |                |
| 9              | Pacers de l'Indiana    | 36             | 46             | .439           |
| 10             | Bobcats de Charlotte   | 35             | 47             | .427           |
| 11             | Nets du New Jersey     | 34             | 48             | .415           |
| 12             | Bucks de Milwaukee     | 34             | 48             | .415           |
| 13             | Raptors de Toronto     | 33             | 49             | .402           |
| 14             | Knicks de New York     | 32             | 50             | .390           |
| 15             | Wizards de Washington  | 19             | 63             | .232           |

| Conférence Ouest | Conférence Ouest               | Conférence Ouest | Conférence Ouest | Conférence Ouest |
| No               | Franchise                      | Vic.             | Déf.             | PCT              |
| ---------------- | ------------------------------ | ---------------- | ---------------- | ---------------- |
| 1                | Lakers de Los Angeles          | 65               | 17               | .793             |
| 2                | Nuggets de Denver              | 54               | 28               | .659             |
| 3                | Spurs de San Antonio           | 54               | 28               | .659             |
| 4                | Trail Blazers de Portland      | 54               | 28               | .659             |
| 5                | Rockets de Houston             | 53               | 29               | .646             |
| 6                | Mavericks de Dallas            | 50               | 32               | .610             |
| 7                | Hornets de La Nouvelle-Orléans | 49               | 33               | .598             |
| 8                | Jazz de l'Utah                 | 48               | 34               | .585             |
|                  |                                |                  |                  |                  |
| 9                | Suns de Phoenix                | 46               | 36               | .561             |
| 10               | Warriors de Golden State       | 29               | 53               | .354             |
| 11               | Timberwolves du Minnesota      | 24               | 58               | .293             |
| 12               | Grizzlies de Memphis           | 24               | 58               | .293             |
| 13               | Thunder d'Oklahoma City        | 23               | 59               | .280             |
| 14               | Clippers de Los Angeles        | 19               | 63               | .232             |
| 15               | Kings de Sacramento            | 17               | 65               | .207             |

## Faits marquants des playoffs
- Les Celtics de Boston, tenants du titre, débutent les playoffs sans Kevin Garnett qui est blessé.
- Pour ses débuts en playoffs, Derrick Rose marque 36 points lors du premier match entre les Bulls de Chicago et les Celtics de Boston. Il égale le record de points marqués par un joueur qui débute en playoffs, record codétenu maintenant avec Kareem Abdul-Jabbar[1].
- Lors de la première journée des playoffs, le 18 avril, 3 équipes sur 4 se sont imposées à l'extérieur alors qu'elles étaient moins bien classées à l'issue de la saison régulière.
- Trois équipes seulement, sur les huit qui avaient l'avantage du terrain, ont remporté leurs deux premiers matchs: les Cavaliers de Cleveland, les Lakers de Los Angeles et les Nuggets de Denver.
- Le 25 avril, lors du match des Spurs de San Antonio contre les Mavericks de Dallas, Tony Parker marque 31 de ses 43 points en 1re mi-temps et égale le record de George Gervin du nombre de points marqués en une mi-temps de playoffs NBA[2]. George Gervin avait réalisé sa performance le 18 avril 1978, il jouait alors aussi avec les Spurs de San Antonio.
- Les Cavaliers de Cleveland est la seule franchise qualifiée au second tour (demi-finales de conférence) en quatre matchs et en finale de conférence en huit matchs (sans défaite).
- Lors du 4e match de la série entre les Nuggets de Denver et les New Orleans Hornets, les Nuggets ont gagné avec le plus grand écart de points enregistré en playoffs de NBA, à égalité avec celui réalisé en 1956 par les Minneapolis Lakers qui avaient battu les St. Louis Hawks par 133 à 75[3]. De plus, ils l'ont fait sur le terrain de leurs adversaires du jour.
- Les Spurs de San Antonio sont éliminés au 1er tour de playoffs, c'est la première fois depuis la saison 1999-2000.
- Les Nuggets de Denver passent le 1er tour des playoffs aux dépens des New Orleans Hornets, c'est la première fois qu'ils réussissent à se qualifier pour une demi-finale de conférence depuis 1994[4].
- Lors du premier tour, un 7e match est nécessaire pour départager d'une part les Celtics de Boston et Bulls de Chicago et, d'autre part, les Hawks d'Atlanta et Heat de Miami. Les Celtics l'emportent à l'issue d'une série très disputée car elle a compté 7 prolongations.
- Yao Ming des Rockets de Houston s'est blessé au pied lors du 3e match contre les Lakers de Los Angeles, il est indisponible pour la suite des playoffs[5], absence qui s'ajoute à celle de Tracy McGrady et de Dikembe Mutombo. Les Rockets n'ont plus de pivot dans leur effectif. Cela n'a pas empêché les Rockets de remporter le 4e match de la série après avoir compté jusqu'à 28 points d'avance au 3e quart-temps.
- Les Nuggets de Denver passent le second tour des playoffs aux dépens des Mavericks de Dallas, c'est la première fois qu'ils réussissent à se qualifier pour une finale de conférence depuis 1984.
- Les Celtics de Boston sont contraints de disputer 7 matchs au premier tour de playoffs et 7 matchs en demi-finale de conférence, successivement contre les Bulls de Chicago et le Magic d'Orlando. Ils sont finalement éliminés par le Magic d'Orlando.
- Le premier match des finales de conférence Est et Ouest s'est terminé par un petit écart au score respectivement de 1 et 2 points. Les 49 points marqués par LeBron James n'ont pas empêché la première défaite des Cavaliers de Cleveland lors des playoffs.
- Les Cavaliers de Cleveland remportent le 2e match de la finale de conférence Est grâce à un tir à trois points réussi par LeBron James sur une dernière action possible par les Cavaliers à une seconde de la fin du match alors qu'ils étaient menés de 2 points.
- Le Magic d'Orlando est champion de la conférence Est après sa victoire 4-2 contre les Cavaliers de Cleveland. Le Magic atteint les finales NBA pour la première fois depuis 1995.
- Le 9 juin le Magic d'Orlando remporte son premier match en finale NBA depuis la création de la franchise en 1989.
- Le 11 juin, lors du 4e match des finales de NBA, Derek Fisher marque un panier à trois points décisif à 4,6 secondes de la fin du temps règlementaire qui permet aux Lakers de jouer une prolongation. Un second panier à 3 points de Fisher pendant la prolongation contribue au succès des Lakers.
- Le 14 juin, Les Lakers sont sacrés champions NBA 2009 en remportant la série 4-1. Kobe Bryant est élu MVP de la finale. Phil Jackson devient l'entraîneur le plus titré avec 10 titres de champion et Kobe Bryant et Derek Fisher rejoignent Shaquille O'Neal et Tim Duncan comme les joueurs en activité les plus titrés.
- La World Wrestling Entertainment, la plus grande entreprise de catch au monde avait prévu de faire son show WWE Raw a Denver, au Pepsi Center. Or, E. Stan Kroenke, propriétaire du club et de la salle avait annulé le show en raison du match Lakers-Nuggets. Le président Vincent Kennedy McMahon avait décidé de remettre le show au Staples Center de Los Angeles. Les Lakers, rivaux de Denver avaient accepté et la WWE avait déchainé une vague de haine envers E. Stan Kroenke et les Nuggets. Au point que Vince McMahon s'était moqué du nom de Kroenke, Eanus (faisant allusion a "Anus") et avait organisé un match par équipe 5 contre 5. Les "méchants" comme Randy Orton ou Mike Mizanin représentaient les Nuggets tandis que les "gentils" comme Ken Kennedy, John Cena, Dave Batista ou Montel Vontavious Porter étaient du côté des Lakers.

## Résultats

### Tableau
|  | 1er tour         | 1er tour                       | 1er tour              |   |                           | Demi-finales de Conférence | Demi-finales de Conférence | Demi-finales de Conférence |  |   | Finales de Conférence  | Finales de Conférence | Finales de Conférence |  |    | Finales NBA     | Finales NBA | Finales NBA |
|  |                  |                                |                       |   |                           |                            |                            |                            |  |   |                        |                       |                       |  |    |                 |             |             |
|  | 1                | Cavaliers de Cleveland         | 4                     |   |                           |                            |                            |                            |  |   |                        |                       |                       |  |    |                 |             |             |
|  | 8                | Pistons de Détroit             | 0                     |   |                           |                            |                            |                            |  |   |                        |                       |                       |  |    |                 |             |             |
|  | 8                | Pistons de Détroit             | 0                     |   | 1                         | Cavaliers de Cleveland     | 4                          |                            |  |   |                        |                       |                       |  |    |                 |             |             |
|  |                  |                                |                       |   | 1                         | Cavaliers de Cleveland     | 4                          |                            |  |   |                        |                       |                       |  |    |                 |             |             |
|  |                  | 4                              | Hawks d'Atlanta       | 0 |                           |                            |                            |                            |  |   |                        |                       |                       |  |    |                 |             |             |
|  | 4                | 4                              | Hawks d'Atlanta       | 0 | Hawks d'Atlanta           | 4                          |                            |                            |  |   |                        |                       |                       |  |    |                 |             |             |
|  | 4                |                                |                       |   | Hawks d'Atlanta           | 4                          |                            |                            |  |   |                        |                       |                       |  |    |                 |             |             |
|  | 5                | Heat de Miami                  | 3                     |   |                           |                            |                            |                            |  |   |                        |                       |                       |  |    |                 |             |             |
|  | 5                | Heat de Miami                  | 3                     |   |                           |                            |                            |                            |  | 1 | Cavaliers de Cleveland | 2                     |                       |  |    |                 |             |             |
|  | Conférence Est   |                                |                       |   |                           |                            |                            |                            |  | 1 | Cavaliers de Cleveland | 2                     |                       |  |    |                 |             |             |
|  |                  | 3                              | Magic d'Orlando       | 4 |                           |                            |                            |                            |  |   |                        |                       |                       |  |    |                 |             |             |
|  | 3                | 3                              | Magic d'Orlando       | 4 | Magic d'Orlando           | 4                          |                            |                            |  |   |                        |                       |                       |  |    |                 |             |             |
|  | 3                |                                |                       |   | Magic d'Orlando           | 4                          |                            |                            |  |   |                        |                       |                       |  |    |                 |             |             |
|  | 6                | 76ers de Philadelphie          | 2                     |   |                           |                            |                            |                            |  |   |                        |                       |                       |  |    |                 |             |             |
|  | 6                | 76ers de Philadelphie          | 2                     |   | 3                         | Magic d'Orlando            | 4                          |                            |  |   |                        |                       |                       |  |    |                 |             |             |
|  |                  |                                |                       |   | 3                         | Magic d'Orlando            | 4                          |                            |  |   |                        |                       |                       |  |    |                 |             |             |
|  |                  | 2                              | Celtics de Boston     | 3 |                           |                            |                            |                            |  |   |                        |                       |                       |  |    |                 |             |             |
|  | 2                | 2                              | Celtics de Boston     | 3 | Celtics de Boston         | 4                          |                            |                            |  |   |                        |                       |                       |  |    |                 |             |             |
|  | 2                |                                |                       |   | Celtics de Boston         | 4                          |                            |                            |  |   |                        |                       |                       |  |    |                 |             |             |
|  | 7                | Bulls de Chicago               | 3                     |   |                           |                            |                            |                            |  |   |                        |                       |                       |  |    |                 |             |             |
|  | 7                | Bulls de Chicago               | 3                     |   |                           |                            |                            |                            |  |   |                        |                       |                       |  | E3 | Magic d'Orlando | 1           |             |
|  |                  |                                |                       |   |                           |                            |                            |                            |  |   |                        |                       |                       |  | E3 | Magic d'Orlando | 1           |             |
|  |                  | W1                             | Lakers de Los Angeles | 4 |                           |                            |                            |                            |  |   |                        |                       |                       |  |    |                 |             |             |
|  | 1                | W1                             | Lakers de Los Angeles | 4 | Lakers de Los Angeles     | 4                          |                            |                            |  |   |                        |                       |                       |  |    |                 |             |             |
|  | 1                |                                |                       |   | Lakers de Los Angeles     | 4                          |                            |                            |  |   |                        |                       |                       |  |    |                 |             |             |
|  | 8                | Jazz de l'Utah                 | 1                     |   |                           |                            |                            |                            |  |   |                        |                       |                       |  |    |                 |             |             |
|  | 8                | Jazz de l'Utah                 | 1                     |   | 1                         | Lakers de Los Angeles      | 4                          |                            |  |   |                        |                       |                       |  |    |                 |             |             |
|  |                  |                                |                       |   | 1                         | Lakers de Los Angeles      | 4                          |                            |  |   |                        |                       |                       |  |    |                 |             |             |
|  |                  | 5                              | Rockets de Houston    | 3 |                           |                            |                            |                            |  |   |                        |                       |                       |  |    |                 |             |             |
|  | 4                | 5                              | Rockets de Houston    | 3 | Trail Blazers de Portland | 2                          |                            |                            |  |   |                        |                       |                       |  |    |                 |             |             |
|  | 4                |                                |                       |   | Trail Blazers de Portland | 2                          |                            |                            |  |   |                        |                       |                       |  |    |                 |             |             |
|  | 5                | Rockets de Houston             | 4                     |   |                           |                            |                            |                            |  |   |                        |                       |                       |  |    |                 |             |             |
|  | 5                | Rockets de Houston             | 4                     |   |                           |                            |                            |                            |  | 1 | Lakers de Los Angeles  | 4                     |                       |  |    |                 |             |             |
|  | Conférence Ouest |                                |                       |   |                           |                            |                            |                            |  | 1 | Lakers de Los Angeles  | 4                     |                       |  |    |                 |             |             |
|  |                  | 2                              | Nuggets de Denver     | 2 |                           |                            |                            |                            |  |   |                        |                       |                       |  |    |                 |             |             |
|  | 3                | 2                              | Nuggets de Denver     | 2 | Spurs de San Antonio      | 1                          |                            |                            |  |   |                        |                       |                       |  |    |                 |             |             |
|  | 3                |                                |                       |   | Spurs de San Antonio      | 1                          |                            |                            |  |   |                        |                       |                       |  |    |                 |             |             |
|  | 6                | Mavericks de Dallas            | 4                     |   |                           |                            |                            |                            |  |   |                        |                       |                       |  |    |                 |             |             |
|  | 6                | Mavericks de Dallas            | 4                     |   | 6                         | Mavericks de Dallas        | 1                          |                            |  |   |                        |                       |                       |  |    |                 |             |             |
|  |                  |                                |                       |   | 6                         | Mavericks de Dallas        | 1                          |                            |  |   |                        |                       |                       |  |    |                 |             |             |
|  |                  | 2                              | Nuggets de Denver     | 4 |                           |                            |                            |                            |  |   |                        |                       |                       |  |    |                 |             |             |
|  | 2                | 2                              | Nuggets de Denver     | 4 | Nuggets de Denver         | 4                          |                            |                            |  |   |                        |                       |                       |  |    |                 |             |             |
|  | 2                |                                |                       |   | Nuggets de Denver         | 4                          |                            |                            |  |   |                        |                       |                       |  |    |                 |             |             |
|  | 7                | Hornets de La Nouvelle-Orléans | 1                     |   |                           |                            |                            |                            |  |   |                        |                       |                       |  |    |                 |             |             |

### Résultats détaillés

#### Premier tour
| Conférence Est - Cavaliers de Cleveland - Pistons de Détroit : 4 - 0 18 avril : Détroit @ Cleveland : 84 - 102 21 avril : Détroit @ Cleveland : 82 - 94 24 avril : Cleveland @ Détroit : 79 - 68 26 avril : Cleveland @ Détroit : 99 - 78 Les Cavaliers de Cleveland sont qualifiés pour les demi-finales de conférence. - Celtics de Boston - Bulls de Chicago : 4 - 3 18 avril : Chicago @ Boston : 105 - 103 (a.p.) 20 avril : Chicago @ Boston : 115 - 118 23 avril : Boston @ Chicago : 107 - 86 26 avril : Boston @ Chicago : 118 - 121 (a. 2 p.) 28 avril : Chicago @ Boston : 104 - 106 (a.p.) 30 avril : Boston @ Chicago : 127 - 128 (a. 3 p.) 2 mai : Chicago @ Boston : 99 - 109 Les Celtics de Boston sont qualifiés pour les demi-finales de conférence. - Magic d'Orlando - 76ers de Philadelphie : 4 - 2 19 avril : Philadelphie @ Orlando : 100 - 98 22 avril : Philadelphie @ Orlando : 87 - 96 24 avril : Orlando @ Philadelphie : 94 - 96 26 avril : Orlando @ Philadelphie : 84 - 81 28 avril : Philadelphie @ Orlando : 78 - 91 30 avril : Orlando @ Philadelphie : 114 - 89 Le Magic d'Orlando est qualifié pour les demi-finales de conférence. - Hawks d'Atlanta - Heat de Miami : 4 - 3 19 avril : Miami @ Atlanta : 64 - 90 22 avril : Miami @ Atlanta : 108 - 93 25 avril : Atlanta @ Miami : 78 - 107 27 avril : Atlanta @ Miami : 81 - 71 29 avril : Miami @ Atlanta : 91 - 106 1er mai : Atlanta @ Miami : 72 - 98 3 mai : Miami @ Atlanta : 78 - 91 Les Hawks d'Atlanta sont qualifiés pour les demi-finales de conférence. | Conférence Ouest - Lakers de Los Angeles - Jazz de l'Utah : 4 - 1 19 avril : Utah @ Los Angeles : 100 - 113 21 avril : Utah @ Los Angeles : 109 - 119 23 avril : Los Angeles @ Utah : 86 - 88 25 avril : Los Angeles @ Utah : 108 - 94 27 avril : Utah @ Los Angeles : 96 - 107 Les Lakers de Los Angeles sont qualifiés pour les demi-finales de conférence. - Nuggets de Denver - New Orleans Hornets : 4 - 1 19 avril : New Orleans @ Denver : 84 - 113 22 avril : New Orleans @ Denver : 93 - 108 25 avril : Denver @ New Orleans : 93 - 95 27 avril : Denver @ New Orleans : 121 - 63 29 avril : New Orleans @ Denver : 86 - 107 Les Nuggets de Denver sont qualifiés pour les demi-finales de conférence. - Spurs de San Antonio - Mavericks de Dallas: 1 - 4 18 avril : Dallas @ San Antonio : 105 - 97 20 avril : Dallas @ San Antonio : 84 - 105 23 avril : San Antonio @ Dallas : 67 - 88 25 avril : San Antonio @ Dallas : 90 - 99 28 avril : Dallas @ San Antonio : 106 - 93 Les Mavericks de Dallas sont qualifiés pour les demi-finales de conférence. - Portland Trailblazers - Rockets de Houston : 2 - 4 18 avril : Houston @ Portland : 108 - 81 21 avril : Houston @ Portland : 103 - 107 24 avril : Portland @ Houston : 83 - 86 26 avril : Portland @ Houston : 88 - 89 28 avril : Houston @ Portland : 77 - 88 30 avril : Portland @ Houston : 76 - 92 Les Rockets de Houston sont qualifiés pour les demi-finales de conférence. |

#### Demi-finales de conférence
| Conférence Est - Cavaliers de Cleveland - Hawks d'Atlanta : 4 - 0 5 mai : Atlanta @ Cleveland : 72 - 99 7 mai : Atlanta @ Cleveland : 85 - 105 9 mai : Cleveland @ Atlanta : 97 - 82 11 mai : Cleveland @ Atlanta : 84 - 74 Les Cavaliers de Cleveland sont qualifiés pour la finale de conférence Est. - Celtics de Boston - Magic d'Orlando: 3 - 4 4 mai : Orlando @ Boston : 95 - 90 6 mai : Orlando @ Boston : 94 - 112 8 mai : Boston @ Orlando : 96 - 117 10 mai : Boston @ Orlando : 95 - 94 12 mai : Orlando @ Boston : 88 - 92 14 mai : Boston @ Orlando : 75 - 83 17 mai : Orlando @ Boston : 101 - 82 Le Magic d'Orlando est qualifié pour la finale de conférence Est. | Conférence Ouest - Lakers de Los Angeles - Rockets de Houston : 4 - 3 4 mai : Houston @ Los Angeles : 100 - 92 6 mai : Houston @ Los Angeles : 98 - 111 8 mai : Los Angeles @ Houston : 108 - 94 10 mai : Los Angeles @ Houston : 87 - 99 12 mai : Houston @ Los Angeles : 78 - 118 14 mai : Los Angeles @ Houston : 80 - 95 17 mai : Houston @ Los Angeles : 70 - 89 Les Lakers de Los Angeles sont qualifiés pour la finale de conférence Ouest. - Nuggets de Denver - Mavericks de Dallas : 4 - 1 3 mai : Dallas @ Denver : 95 - 109 5 mai : Dallas @ Denver : 105 - 117 9 mai : Denver @ Dallas : 106 - 105 11 mai : Denver @ Dallas : 117 - 119 13 mai : Dallas @ Denver : 110 - 124 Les Nuggets de Denver sont qualifiés pour la finale de conférence Ouest. |

#### Finales de conférence
Les résultats des matchs des finales de conférence Est et Ouest sont donnés ci-après avec entre parenthèses le score acquis à l'issue du 2e quart-temps.
| Conférence Est - Cavaliers de Cleveland - Magic d'Orlando : 2 - 4 20 mai : Orlando @ Cleveland : 107 - 106 (48-63) 22 mai : Orlando @ Cleveland : 95 - 96 (44-56) 24 mai : Cleveland @ Orlando : 89 - 99 (41-42) 26 mai : Cleveland @ Orlando : 114 - 116 (a.p.) (58-50) 28 mai : Orlando @ Cleveland : 102 - 112 (55-56) 30 mai : Cleveland @ Orlando : 90 - 103 (40-58) Le Magic d'Orlando est qualifié pour la finale NBA. | Conférence Ouest - Lakers de Los Angeles - Nuggets de Denver : 4 - 2 19 mai : Denver @ Los Angeles : 103 - 105 (54-55) 21 mai : Denver @ Los Angeles : 106 - 103 (54-55) 23 mai : Los Angeles @ Denver : 103 - 97 (48-52) 25 mai : Los Angeles @ Denver : 101 - 120 (45-52) 27 mai : Denver @ Los Angeles : 94 - 103 (56-56) 29 mai : Los Angeles @ Denver : 119 - 92 (53-40) Les Lakers de Los Angeles sont qualifiés pour la finale NBA. |

### Finales NBA
Lakers de Los Angeles - Magic d'Orlando : 4 - 1
| Match # | Date    | Lieu                       | Score        | Score                 | Score            | Meilleurs marqueurs Lakers de Los Angeles                               | Meilleurs marqueurs Magic d'Orlando                                                                   |
| Match # | Date    | Lieu                       | Quart temps  | Lakers de Los Angeles | Magic Orlando    | Meilleurs marqueurs Lakers de Los Angeles                               | Meilleurs marqueurs Magic d'Orlando                                                                   |
| ------- | ------- | -------------------------- | ------------ | --------------------- | ---------------- | ----------------------------------------------------------------------- | --- |
| 1       | 4 juin  | Staples Center Los Angeles | 1 2 3 4 T    | 22 31 29 18 100       | 24 19 15 17 75   | Kobe Bryant : 40 points Pau Gasol : 16 points Lamar Odom : 11 points    | Mickaël Piétrus : 14 points Hedo Turkoglu : 13 points Dwight Howard : 12 points                       |
| 2       | 7 juin  | Staples Center Los Angeles | 1 2 3 4 OT T | 15 25 23 25 13 101    | 15 20 30 23 8 96 | Kobe Bryant : 29 points Pau Gasol : 24 points Lamar Odom : 19 points    | Rashard Lewis : 34 points Hedo Turkoglu : 22 points Dwight Howard : 17 points                         |
| 3       | 9 juin  | Amway Arena Orlando        | 1 2 3 4 T    | 31 23 21 29 104       | 27 32 22 27 108  | Kobe Bryant : 31 points Pau Gasol : 23 points Trevor Ariza : 13 points  | Rashard Lewis : 21 points Dwight Howard : 21 points Rafer Alston : 20 points                          |
| 4       | 11 juin | Amway Arena Orlando        | 1 2 3 4 OT T | 20 17 30 20 12 99     | 24 25 14 24 4 91 | Kobe Bryant : 32 points Pau Gasol : 16 points Trevor Ariza : 16 points  | Hedo Turkoglu : 25 points Dwight Howard : 16 points Mickaël Piétrus : 15 points                       |
| 5       | 14 juin | Amway Arena Orlando        | 1 2 3 4 T    | 26 30 20 23 99        | 28 18 15 25 86   | Kobe Bryant : 30 points Lamar Odom : 17 points Trevor Ariza : 15 points | Rashard Lewis : 18 points Hedo Turkoglu : 12 points Rafer Alston : 12 points Courtney Lee : 12 points |

### Statistiques
Le tableau suivant indique pour chaque catégorie les joueurs les plus performants pendant les playoffs (en moyenne).
| Catégorie                  | Joueur         | Équipe                 | Statistiques |
| -------------------------- | -------------- | ---------------------- | ------------ |
| Points par match           | LeBron James   | Cavaliers de Cleveland | 35,3         |
| Rebonds par match          | Dwight Howard  | Magic d'Orlando        | 15,6         |
| Passes décisives par match | Deron Williams | Jazz de l'Utah         | 10,8         |
| Interceptions par match    | Mario Chalmers | Heat de Miami          | 2,86         |
| Contres par match          | Tyrus Thomas   | Bulls de Chicago       | 2,86         |
| % aux tirs                 | Dwight Howard  | Magic d'Orlando        | 60,23        |

## Couverture à la télévision
En France, des matchs de playoffs sont retransmis par les chaînes du groupe Canal+ dans la nuit du vendredi au samedi et le dimanche soir, ainsi que le mercredi en différé. Aux États-Unis, les matchs sont retransmis par les chaînes ABC, ESPN, TNT et NBA TV.